# チャーリー・ブラウン (ボクサー)
チャーリー・ブラウン（Charlie Brown、1958年4月16日 - ）は、アメリカ合衆国の男性プロボクサー。ペンシルベニア州フィラデルフィア出身。元IBF世界ライト級王者。

## 来歴
1979年4月10日、ブラウンはプロデビューを果たし初回KO勝ちで白星でデビューを飾った。
順調にキャリアを進めたブラウンだったが1979年11月21日、ホセ・ゴンサレスと対戦し6回判定負けでキャリア初黒星を喫した。
再度経験を積んだブラウンは1984年1月30日、ニュージャージー州アトランティックシティのサンズ・カジノ・ホテルで初代IBF世界ライト級王座決定戦をメルビン・パウルと行い、15回2-1(143-141、140-143、145-140)の判定勝ちで王座獲得に成功した。
1984年4月15日、23戦全勝のハリー・アローヨと対戦するが14回2分7秒TKO負けで初防衛に失敗し王座から陥落した。
1984年10月13日、元WBC世界スーパーフェザー級王者コーネリアス・ボサ・エドワーズと対戦し3回1分27秒TKO負け。
1985年6月5日、タイロン・クラウリーとNABF北米ライト級王座決定戦を行い12回0-2(115-115、113-115、112-116)
1986年10月25日、元WBC世界ライト級王者ホセ・ルイス・ラミレスと対戦し10回判定負け。
1988年2月12日、後のWBA世界スーパーライト級王者ロレト・ガルサと対戦し4回KO負け。
キャリア後半に連れて負けが混み出し1993年7月9日、後のWBO世界スーパーライト級王者サミー・フエンテスと対戦し2回KO負けを喫し限界を感じたブラウンはこの試合を最後に現役を引退した。

## 獲得タイトル
- 初代IBF世界バンタム級王座（防衛0）